# Route nationale 6 (Tunisie)
Pour les autres articles nationaux ou selon les autres juridictions, voir Route nationale 6.
La route nationale 6 ou RN6 est un axe routier de Tunisie qui relie Medjez el-Bab (au nord-est) à la frontière algéro-tunisienne (au nord-ouest) en passant par Ghardimaou.
À son extrémité nord-ouest, la N20 (route nationale d'Algérie) relie Ghardimaou à Souk Ahras.
La RN6 était appelée GP6 avant le changement de la normalisation de la numérotation des routes en Tunisie en 2000.

## Villes traversées
- Medjez el-Bab
- Oued Zarga
- Béja
- Bou Salem
- Jendouba
- Oued Meliz
- Ghardimaou